# Strasburg (Pensilvania)
Strasburg es un borough ubicado en el condado de Lancaster en el estado estadounidense de Pensilvania. En el año 2000 tenía una población de 2,800 habitantes y una densidad poblacional de 1,048 personas por km².

## Geografía
Strasburg se encuentra ubicado en las coordenadas 39°58′56″N 76°10′58″O / 39.98222, -76.18278.

## Demografía
Según la Oficina del Censo en 2000 los ingresos medios por hogar en la localidad eran de $47,821 y los ingresos medios por familia eran $56,829. Los hombres tenían unos ingresos medios de $38,946 frente a los $26,424 para las mujeres. La renta per cápita para la localidad era de $23,346. Alrededor del 3.2% de la población estaba por debajo del umbral de pobreza.